# サトノノブレス
サトノノブレス（欧字名:Satono Noblesse、2010年3月18日 - ）は、日本の競走馬。主な勝ち鞍に2014年の日経新春杯、小倉記念、2016年の中日新聞杯、鳴尾記念。
馬名の由来は、冠名＋高貴の生まれ（フランス語）。

## 経歴

### 2歳（2012年）
8月18日の新潟の新馬戦芝1800mで単勝オッズ1.2倍の1番人気に支持され2着馬に3/4馬身差をつけデビュー戦を勝利した。次走のいちょうステークスでは2着に敗れる。東京スポーツ杯2歳ステークスではコディーノの6着に敗れた。

### 3歳（2013年）
年明け初戦となった自己条件のつばき賞で2勝目を挙げ、皐月賞トライアルの若葉ステークスに出走したが3着に敗れ皐月賞の優先出走権を得ることはできなかった。続いて東京優駿のトライアルレースである青葉賞に出走したがここでも4着に敗れ東京優駿出走はならなかった。夏に自己条件の信濃川特別に出走するがクランモンタナの2着に敗れる。秋に入って菊花賞トライアルの神戸新聞杯に出走。エピファネイアの3着に入り、優先出走権を得た。菊花賞ではエピファネイアに5馬身離されるも2着に入った。

### 4歳（2014年）
日経新春杯では逃げを打ち、2着のアドマイヤフライトにクビ差まで詰め寄られるも逃げ切り重賞初制覇を達成した。その後の阪神大賞典は4着に敗れ、天皇賞（春）では8着に敗れた。小倉記念では中団前目からの競馬で、逃げたメイショウナルトを直線で差し切り重賞2勝目を挙げた。中山競馬場のスタンド工事により新潟競馬場で行われたオールカマーは1番人気で迎えがイレ込みがきつく16着と大敗。続く天皇賞（秋）は8着に敗れた。金鯱賞はラストインパクトに1馬身半差の2着に入った。次走、有馬記念は11着と惨敗した。

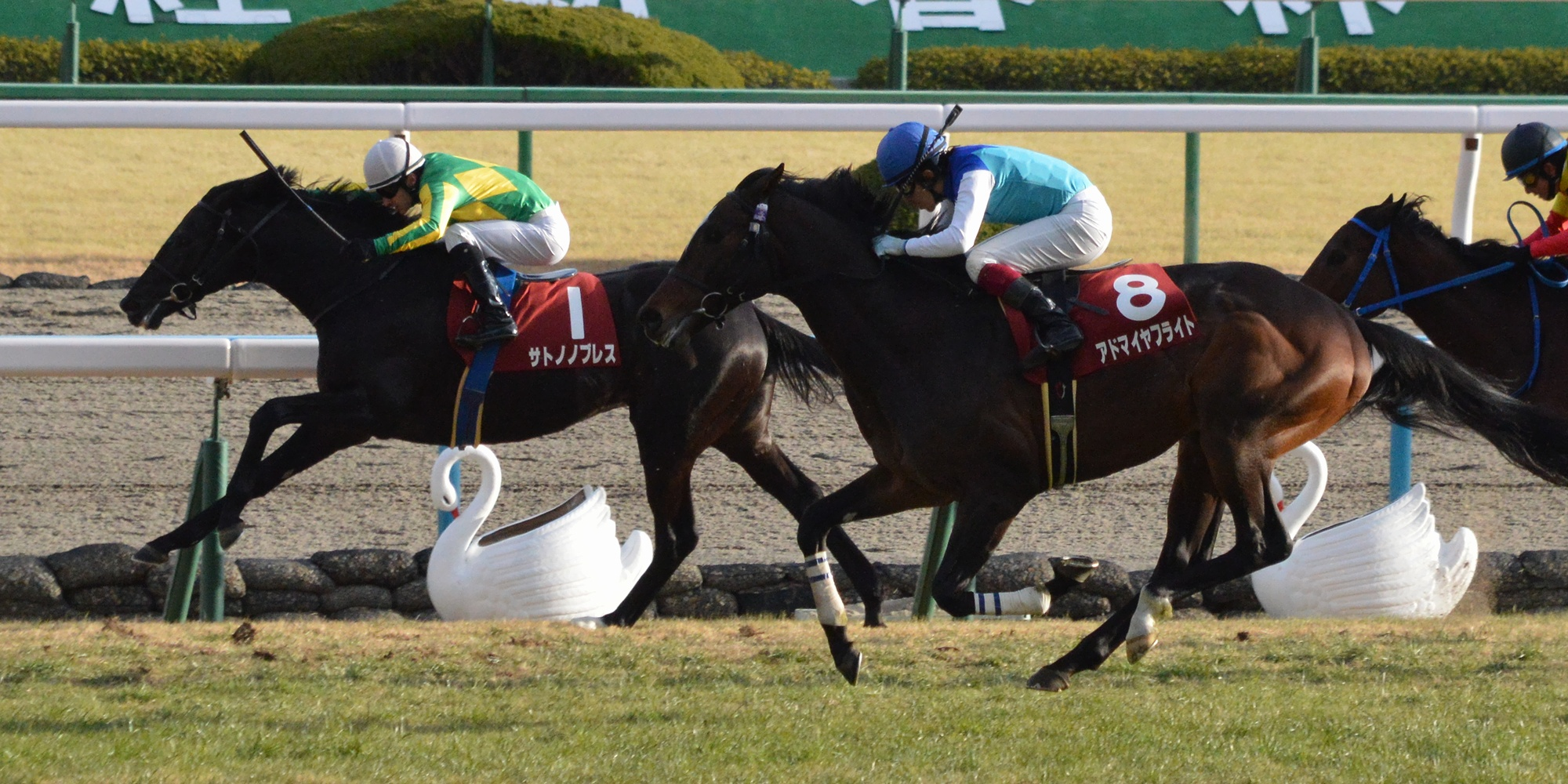
2014年日経新春杯

### 5歳（2015年）
5歳初戦、連覇を狙った日経新春杯はトップハンデを背負いながらも1番人気となるも11着に沈んだ。その後は骨瘤を発症したため長期休養に入る。8か月ぶりのレースとなったオールカマーは10着、復帰2戦目のアルゼンチン共和国杯は4着に入り復調の気配を見せた。前年2着の金鯱賞は中団から脚を伸ばし3着に入る。

### 6歳（2016年）
3年連続出走となった日経新春杯は好位から粘るもレーヴミストラル、シュヴァルグランに交わされ3着に敗れる。トップハンデ58㎏を背負っての出走となった中日新聞杯は好位から抜け出し前を行くファントムライトを半馬身交わして1着、重賞3勝目を挙げた。続く天皇賞（春）は11着に終わったが、鳴尾記念は好位から早めに抜け出すとステファノスをクビ差退け、重賞4勝目を手にした。宝塚記念は8着に敗れた。休み明けとなったオールカマーはゴールドアクターとの叩き合いにクビ差屈し2着に敗れる。天皇賞（秋）は10着に沈む。続く金鯱賞は2年連続の2着となった。有馬記念は捲っていく競馬となったが13着に敗れた。

### 8歳（2018年）
2018年も現役を続行。初戦の金鯱賞は2着と好走するも、大阪杯は15着、鳴尾記念は5着と精彩を欠いた。12月6日付けで競走馬登録を抹消され現役を引退。北海道札幌市のモモセライディングファームで乗馬となる予定だったが、その後日本軽種馬協会七戸種馬場で種牡馬となることが決まった。しかし、最終的に種牡馬入りは実現せず、モモセライディングファームで乗馬となった。

## 競走成績
競走成績の出典：
| 競走日     | 競馬場         | 競走名               | 格       | 距離（馬場）  | 頭 数 | 枠 番 | 馬 番 | オッズ （人気） | 着順 | タイム （上り3F） | 着差 | 騎手         | 斤量   | 1着馬（2着馬）         |
| ---------- | -------------- | -------------------- | -------- | ------------- | ----- | ----- | ----- | --------------- | ---- | ----------------- | ---- | ------------ | ------ | ---------------------- |
| 2012.08.18 | 新潟           | 2歳新馬              |          | 芝1800m（良） | 15    | 6     | 11    | 001.20（1人）   | 01着 | 01:49.9（33.2）   | -0.1 | 内田博幸     | 54kg   | （テンシンランマン）   |
| 0000.10.20 | 東京           | いちょうS            | OP       | 芝1800m（良） | 16    | 2     | 3     | 002.20（1人）   | 02着 | 01:48.1（33.9）   | -0.0 | 内田博幸     | 55kg   | フラムドグロワール     |
| 0000.11.17 | 東京           | 東スポ杯2歳S         | GIII     | 芝1800m（良） | 15    | 3     | 5     | 004.70（2人）   | 06着 | 01:46.6（34.1）   | -0.6 | 岩田康誠     | 55kg   | コディーノ             |
| 2013.02.09 | 京都           | つばき賞             | 500万下  | 芝1800m（良） | 08    | 6     | 6     | 001.30（1人）   | 01着 | 01:49.3（34.2）   | -0.3 | 岩田康誠     | 56kg   | （ニシノアプレゲール） |
| 0000.03.16 | 阪神           | 若葉S                | OP       | 芝2000m（良） | 11    | 5     | 5     | 005.00（2人）   | 03着 | 02:01.1（35.9）   | -0.4 | A.シュタルケ | 56kg   | レッドルーラー         |
| 0000.04.27 | 東京           | 青葉賞               | GII      | 芝2400m（良） | 18    | 5     | 10    | 009.30（4人）   | 04着 | 02:26.4（33.3）   | -0.2 | 北村宏司     | 56kg   | ヒラボクディープ       |
| 0000.08.03 | 新潟           | 信濃川特別           | 1000万下 | 芝2000m（良） | 17    | 8     | 15    | 002.30（1人）   | 02着 | 01:58.8（33.2）   | -0.0 | 岩田康誠     | 54kg   | クランモンタナ         |
| 0000.09.22 | 阪神           | 神戸新聞杯           | GII      | 芝2400m（良） | 18    | 2     | 4     | 007.30（2人）   | 03着 | 02:25.3（34.8）   | -0.5 | 岩田康誠     | 56kg   | エピファネイア         |
| 0000.10.20 | 京都           | 菊花賞               | GI       | 芝3000m（不） | 18    | 7     | 14    | 019.50（5人）   | 02着 | 03:06.0（36.2）   | -0.8 | 岩田康誠     | 57kg   | エピファネイア         |
| 2014.01.19 | 京都           | 日経新春杯           | GII      | 芝2400m（良） | 16    | 1     | 1     | 003.20（2人）   | 01着 | 02:24.4（34.7）   | -0.0 | C.ルメール   | 55kg   | （アドマイヤフライト） |
| 0000.03.23 | 阪神           | 阪神大賞典           | GII      | 芝3000m（良） | 09    | 6     | 6     | 004.30（2人）   | 04着 | 03:08.2（35.9）   | -1.6 | 浜中俊       | 56kg   | ゴールドシップ         |
| 0000.05.04 | 京都           | 天皇賞（春）         | GI       | 芝3200m（良） | 18    | 2     | 3     | 036.90（6人）   | 08着 | 03:15.6（35.3）   | -0.5 | 浜中俊       | 58kg   | フェノーメノ           |
| 0000.08.10 | 小倉           | 小倉記念             | GIII     | 芝2000m（稍） | 14    | 6     | 9     | 004.90（3人）   | 01着 | 01:59.8（35.3）   | -0.3 | 和田竜二     | 57kg   | （マーティンボロ）     |
| 0000.09.28 | 新潟           | オールカマー         | GII      | 芝2200m（良） | 18    | 4     | 8     | 002.20（1人）   | 16着 | 02:13.1（35.5）   | -0.9 | 和田竜二     | 57kg   | マイネルラクリマ       |
| 0000.11.02 | 東京           | 天皇賞（秋）         | GI       | 芝2000m（良） | 18    | 4     | 7     | 047.8（11人）   | 08着 | 02:00.0（34.4）   | -0.3 | 岩田康誠     | 58kg   | スピルバーグ           |
| 0000.12.06 | 中京           | 金鯱賞               | GII      | 芝2000m（良） | 17    | 6     | 12    | 007.00（4人）   | 02着 | 01:59.0（34.8）   | -0.2 | 池添謙一     | 57kg   | ラストインパクト       |
| 0000.12.28 | 中山           | 有馬記念             | GI       | 芝2500m（良） | 16    | 6     | 11    | 081.0（13人）   | 11着 | 02:35.9（33.6）   | -0.6 | 池添謙一     | 57kg   | ジェンティルドンナ     |
| 2015.01.18 | 京都           | 日経新春杯           | GII      | 芝2400m（良） | 18    | 5     | 9     | 004.00（1人）   | 11着 | 02:25.5（34.4）   | -0.7 | 池添謙一     | 58kg   | アドマイヤデウス       |
| 0000.09.27 | 中山           | オールカマー         | GII      | 芝2200m（良） | 15    | 8     | 15    | 018.10（8人）   | 10着 | 02:13.1（35.6）   | -1.2 | 内田博幸     | 56kg   | ショウナンパンドラ     |
| 0000.11.08 | 東京           | アルゼンチン共和国杯 | GII      | 芝2500m（重） | 18    | 5     | 9     | 024.70（7人）   | 04着 | 02:34.6（34.4）   | -0.6 | 和田竜二     | 58kg   | ゴールドアクター       |
| 0000.12.05 | 中京           | 金鯱賞               | GII      | 芝2000m（良） | 12    | 2     | 2     | 007.60（4人）   | 03着 | 01:59.0（34.6）   | -0.2 | 和田竜二     | 56kg   | ミトラ                 |
| 2016.01.17 | 京都           | 日経新春杯           | GII      | 芝2400m（良） | 12    | 7     | 10    | 009.50（4人）   | 03着 | 02:26.2（34.3）   | -0.3 | 武豊         | 58kg   | レーヴミストラル       |
| 0000.03.12 | 中京           | 中日新聞杯           | GIII     | 芝2000m（良） | 18    | 3     | 5     | 005.60（1人）   | 01着 | 02:01.3（34.4）   | -0.1 | 川田将雅     | 58kg   | （ファントムライト）   |
| 0000.05.01 | 京都           | 天皇賞（春）         | GI       | 芝3200m（良） | 18    | 7     | 14    | 048.5（12人）   | 11着 | 03:16.0（34.3）   | 00.7 | 和田竜二     | 58kg   | キタサンブラック       |
| 0000.06.04 | 阪神           | 鳴尾記念             | GIII     | 芝2000m（良） | 14    | 3     | 3     | 003.80（3人）   | 01着 | R1:57.6（34.8）   | -0.0 | 川田将雅     | 56kg   | （ステファノス）       |
| 0000.06.26 | 阪神           | 宝塚記念             | GI       | 芝2200m（稍） | 17    | 6     | 12    | 050.6（10人）   | 08着 | 02:13.9（37.7）   | 01.1 | 和田竜二     | 58kg   | マリアライト           |
| 0000.09.25 | 中山           | オールカマー         | GII      | 芝2200m（良） | 12    | 1     | 1     | 007.00（3人）   | 02着 | 02:11.9（34.6）   | -0.0 | 福永祐一     | 56kg   | ゴールドアクター       |
| 0000.10.30 | 東京           | 天皇賞（秋）         | GI       | 芝2000m（良） | 15    | 4     | 7     | 044.4（10人）   | 10着 | 02:00.4（34.7）   | -1.1 | A.シュタルケ | 58kg   | モーリス               |
| 0000.12.05 | 中京           | 金鯱賞               | GII      | 芝2000m（良） | 13    | 5     | 7     | 004.10（2人）   | 03着 | 01:59.9（33.8）   | -0.2 | V.シュミノー | 56kg   | ヤマカツエース         |
| 0000.12.25 | 中山           | 有馬記念             | GI       | 芝2500m（良） | 16    | 6     | 12    | 155.2（13人）   | 13着 | 02:34.8（37.8）   | -2.2 | V.シュミノー | 57kg   | サトノダイヤモンド     |
| 2017.03.11 | 中京           | 金鯱賞               | GII      | 芝2000m（良） | 16    | 5     | 10    | 013.20（5人）   | 11着 | 01:59.7（35.2）   | -0.5 | 秋山真一郎   | 56kg   | ヤマカツエース         |
| 0000.09.11 | パリロンシャン | フォワ賞             | G2       | 芝2400m（重） | 6     |       |       |                 | 06着 |                   |      | 川田将雅     | 58kg   | DschinGIs Secret       |
| 0000.10.01 | パリロンシャン | 凱旋門賞             | G1       | 芝2400m（重） | 18    |       |       |                 | 16着 |                   |      | 川田将雅     | 59.5kg | Enable                 |
| 2018.03.11 | 中京           | 金鯱賞               | GII      | 芝2000m（稍） | 9     | 4     | 4     | 089.20（8人）   | 02着 | 02:01.7（34.3）   | -0.1 | 幸英明       | 56kg   | スワーヴリチャード     |
| 0000.04.01 | 阪神           | 大阪杯               | GI       | 芝2000m（良） | 16    | 5     | 10    | 107.8（13人）   | 15着 | 02:00.1（35.7）   | -1.9 | 幸英明       | 57kg   | スワーヴリチャード     |
| 0000.06.02 | 阪神           | 鳴尾記念             | GIII     | 芝2000m（良） | 11    | 8     | 11    | 012.60（6人）   | 05着 | 01:57.9（35.7）   | -0.7 | 川田将雅     | 56kg   | ストロングタイタン     |

- タイム欄のRはレコード勝ちを示す。

## 血統表
| サトノノブレスの血統            | サトノノブレスの血統                                   | サトノノブレスの血統        | （血統表の出典）        | （血統表の出典） |
| 父系                            | サンデーサイレンス系                                   | サンデーサイレンス系        | サンデーサイレンス系    |                  |
| 父 ディープインパクト 2002 鹿毛 | 父の父*サンデーサイレンス Sunday Silence 1986 青鹿毛   | Halo                        | Hail to Reason          | Hail to Reason   |
| 父 ディープインパクト 2002 鹿毛 | 父の父*サンデーサイレンス Sunday Silence 1986 青鹿毛   | Halo                        | Cosmah                  |                  |
| 父 ディープインパクト 2002 鹿毛 | 父の父*サンデーサイレンス Sunday Silence 1986 青鹿毛   | Wishing Well                | Understanding           | Understanding    |
| 父 ディープインパクト 2002 鹿毛 | 父の父*サンデーサイレンス Sunday Silence 1986 青鹿毛   | Wishing Well                | Mountain Flower         |                  |
| 父 ディープインパクト 2002 鹿毛 | 父の母*ウインドインハーヘア Wind in Her Hair 1991 鹿毛 | Alzao                       | Lyphard                 | Lyphard          |
| 父 ディープインパクト 2002 鹿毛 | 父の母*ウインドインハーヘア Wind in Her Hair 1991 鹿毛 | Alzao                       | Lady Rebecca            |                  |
| 父 ディープインパクト 2002 鹿毛 | 父の母*ウインドインハーヘア Wind in Her Hair 1991 鹿毛 | Burghclere                  | Burghclere              | Burghclere       |
| 父 ディープインパクト 2002 鹿毛 | 父の母*ウインドインハーヘア Wind in Her Hair 1991 鹿毛 | Burghclere                  | Highclere               |                  |
| 母 クライウィズジョイ 1997 栗毛 | 母の父*トニービン Tony Bin 1983 鹿毛                   | *カンパラ Kampala           | Kalamoun                | Kalamoun         |
| 母 クライウィズジョイ 1997 栗毛 | 母の父*トニービン Tony Bin 1983 鹿毛                   | *カンパラ Kampala           | State Pension           |                  |
| 母 クライウィズジョイ 1997 栗毛 | 母の父*トニービン Tony Bin 1983 鹿毛                   | Severn Bridge               | Hornbeam                | Hornbeam         |
| 母 クライウィズジョイ 1997 栗毛 | 母の父*トニービン Tony Bin 1983 鹿毛                   | Severn Bridge               | Priddy Fair             |                  |
| 母 クライウィズジョイ 1997 栗毛 | 母の母*クライングフォーモア Cryingformore 1989 黒鹿毛  | Always Run Lucky            | What Luck               | What Luck        |
| 母 クライウィズジョイ 1997 栗毛 | 母の母*クライングフォーモア Cryingformore 1989 黒鹿毛  | Always Run Lucky            | Big Puddles             |                  |
| 母 クライウィズジョイ 1997 栗毛 | 母の母*クライングフォーモア Cryingformore 1989 黒鹿毛  | *オールドスタッフ Old Stuff | Irish River             | Irish River      |
| 母 クライウィズジョイ 1997 栗毛 | 母の母*クライングフォーモア Cryingformore 1989 黒鹿毛  | *オールドスタッフ Old Stuff | *アンティックヴァリュー |                  |
| 母系(F-No.)                     | (FN:9-f)                                               | (FN:9-f)                    | (FN:9-f)                | [ § 2 ]          |
| 5代内の近親交配                 | Northern Dancer 5×5                                    | Northern Dancer 5×5         | Northern Dancer 5×5     | [ § 3 ]          |
| 出典                            | 1. 2. 3.                                               | 1. 2. 3.                    | 1. 2. 3.                | 1. 2. 3.         |

- 半兄にエプソムカップ2着2回、関屋記念2着のヒカルオオゾラ（父マンハッタンカフェ）がいる[11]。
- 4代母アンティックヴァリューの産駒に桜花賞、優駿牝馬を制したベガ、京都記念勝ちのマックロウがいる[12]。